# Patti Harrison
Patti Harrison (nascida em 1991) é uma atriz e comediante americana. Ela já atuou nos programas de televisão Shrill, I Think You Should Leave, Search Party e Broad City. Harrison foi nomeada para uma das "10 Comics to Watch" da Variety em 2019.

## Infância e educação
A mãe de Harrison é vietnamita e seu pai, de Detroit, era euro-americano. Seu pai estava no Exército e conheceu sua mãe durante a Guerra do Vietnã. Ela é a mais nova de sete filhos e foi criada na comunidade rural conservadora de Orient, Ohio. Seu pai morreu de ataque cardíaco quando ela tinha seis anos.
Ela gostava de Mad TV desde a infância e admirava as mulheres comediantes do programa, incluindo Nicole Sullivan, Mo Collins e Debra Wilson. Harrison começou a se envolver com comédia durante a faculdade, depois que se juntou à equipe de improvisação da Universidade de Ohio.
Ela se revelou trans no final da faculdade e mudou-se para a casa de sua família, que ela descreveu como apoiadora em sua transição.

## Carreira
Harrison mudou-se para Nova York para se dedicar à comédia em tempo integral em 2015. Ela afirmou que seu estilo de comédia stand-up mudou drasticamente desde seus primeiros dias de atuação, quando ela lidou com a transfobia internalizada fazendo piadas sobre sua sexualidade. Em uma entrevista à Vogue, ela descreveu sua personalidade cômica: “Eu sou uma pessoa estúpida e desagradável - essa é a minha voz. Sou uma pessoa malvada de merda no palco, de uma forma muito consciente - o mal está atacando.” Harrison apresenta um programa mensal no The Largo.
Em 2017, Harrison ganhou maior destaque por sua aparição no The Tonight Show com Jimmy Fallon, onde ela fez piadas sobre a proibição de Donald Trump de transgêneros nas forças armadas.
Harrison apareceu em High Maintenance, I Think You Should Leave with Tim Robinson, Broad City, Search Party e no filme A Simple Favor (2018). Em 2019, Harrison apareceu em Shrill como Ruthie. O co-criador e estrela Aidy Bryant entrou em contato com ela pelo Instagram para incentivá-la a fazer um teste. Harrison se juntou à equipe de redatores de Big Mouth na quarta temporada.
Atualmente, ela é co-apresentadora da série digital Unsend, do Comedy Central, com Joel Kim Booster. Ela também é co-apresentadora de um podcast chamado A Woman's Smile com Lorelei Ramirez.
Em 2020, ela co-estrelou em Yearly Departed ao lado de outros comediantes, como Rachel Brosnahan e Ziwe Fumudoh.
Harrison estrela o próximo longa-metragem Together Together com Ed Helms.

## Vida pessoal
Harrison é uma artista e frequentemente posta seu trabalho em seu Instagram.

## Filmografia

### Filmes
| Ano  | Título                   | Função               | Notas        |
| ---- | ------------------------ | -------------------- | ------------ |
| 2017 | Bagdad, Florida          | Bambi                |              |
| 2018 | Channel Surfing          | Appolonia Moorehouse |              |
| 2018 | A Simple Favor           | Kiko                 |              |
| 2018 | Thread                   | Mulher de Cabelo     |              |
| 2020 | Together Together        | Anna                 | Pós-produção |
| 2021 | Raya and the Last Dragon | Líder da Cauda (voz) |              |

### Televisão
| Ano       | Título                                     | Função                                | Notas                                               |
| --------- | ------------------------------------------ | ------------------------------------- | --------------------------------------------------- |
| 2016–2017 | The Special Without Brett Davis            | Patti / Sharting Woman / Maygan Mason | 6 episódios Escritora - 3 episódios                 |
| 2017      | Broad City                                 | Funcionária da Anthropologie          | Episódio: "Bedbugs"                                 |
| 2017      | The Chris Gethard Show                     | Sharon Herron                         | Episódio: "Take a Chance"                           |
| 2017      | Search Party                               | Renee                                 | 3 episódios                                         |
| 2017–2018 | The Tonight Show com Jimmy Fallon          | Correspondente                        | 3 episódios                                         |
| 2019      | High Maintenance                           | Chrinty                               | Episódio: "Breathwork"                              |
| 2019-2020 | Shrill                                     | Ruthie                                | Elenco principal                                    |
| 2019      | I Think You Should Leave with Tim Robinson | Tracy                                 | Episódio: "I'm Wearing One of Their Belt Right Now" |
| 2019      | Full Frontal with Samantha Bee             | Correspondente                        | Temporada 4, Episódio 13                            |
| 2019      | BoJack Horseman                            | Várias vozes                          | Episódio: "Feel-Good Story"                         |
| 2020      | Magical Girl Friendship Squad              | The Mushroominations                  | Episódio: "Anti Fungal Spit Skanks"                 |
| 2021      | History of Swear Words                     | Ela própria                           | 3 episódios                                         |